# Caloramphus fuliginosus
Barbichas-fuliginoso (Caloramphus fuliginosus) é uma espécie de ave da família Megalaimidae. Esta espécie é encontrado na ilha Bornéu. Seu habitat natural são as florestas úmidas de várzea tropicais ou subtropicais. essa espécie está ameaçado pela perda de habitat e perdeu aproximadamente metade do seu habitat conectado dês do ano de 1973.
Esta espécie foi considerada coespecífica.